# Okres Perečín
Okres Perečín, též Perečynský rajón (ukrajinsky Перечинський район, Perečynskyj rajon) patřil mezi menší okresy (rajóny) v Zakarpatské oblasti. V samostatném okrese Perečín žilo 32 026 obyvatel v jednom městě a 24 vesnicích. Okres sousedil na severu s okresem Velký Berezný, na jihu s okresem Užhorod a na západě sousedil se Slovenskem. Okresním městem byl Perečín na řece Uh, blízko hranic se Slovenskem, přes který vede železniční i silniční spojení na Lvov. V červenci 2020 bylo během administrativně-teritoriální reformy, která snížila počet okresů oblasti ze 13 na 6, celé jeho území začleněno do okresu Užhorod.

## Historie
V okrese Perečín dříve bydleli také Židé, kteří však za druhé světové války byli vyhnáni. Tento okres dříve patřil k Rakousku-Uhersku, po jeho rozpadu byl od roku 1919 připojen k Československu. V roce 1944 byl násilím připojen k Ukrajinské SSSR.